# 新安镇 (临澧县)
新安镇，是中华人民共和国湖南省常德市临澧县下辖的一个乡镇级行政单位。2019年被评为中国文化百强镇。

## 行政区划
新安镇下辖以下地区：
新东社区、新西社区、北区社区、南闸社区、新冯社区、高兴社区、金坑村、栗岗村、冷水峪村、白岩村、梁冯村、樟木村、兰田寺村、化垱村、栗龙村、双楼村、龙凤村、沙堤村、古城村、新河村、李溶村、潘台村、杉龙村、三义桥村、澹阳村、上坪村和下坪村。